# Gregorio de Laferrère

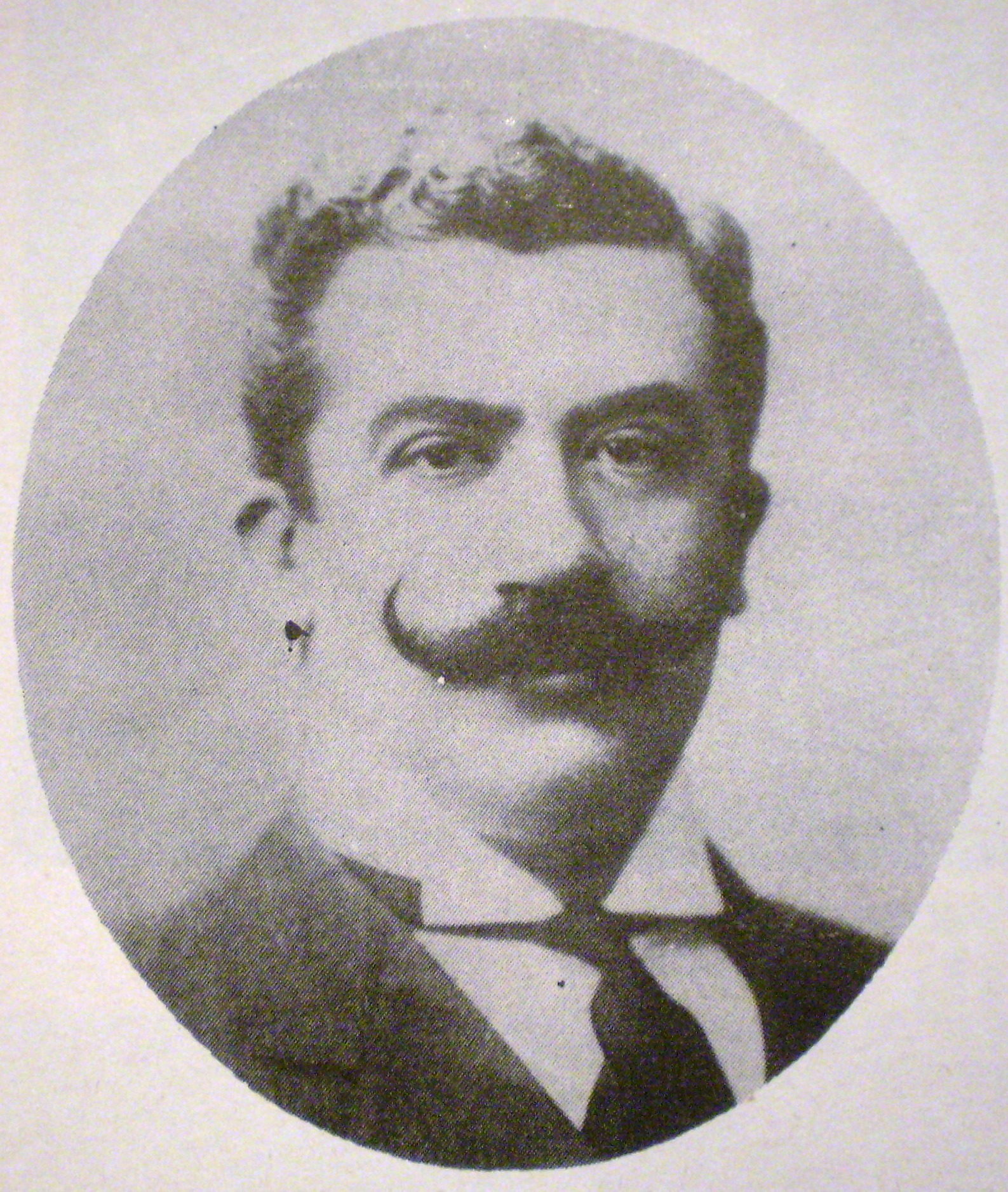
Gregorio de Laferrère

Gregorio de Laferrère (* 8. März 1867 in Buenos Aires; † 30. November 1913 ebenda) war ein argentinischer Politiker und Schriftsteller.

## Leben
Laferrère kam aus einer Familie sehr wohlhabender Großgrundbesitzer französischer Abstammung; seine Eltern waren Alfonso de Laferrère und Mercedes Pereda. Seinen ersten Unterricht erfuhr er, gleich seinen Brüdern, durch Hauslehrer; anschließend studierte er am Colegio Nacional de Buenos Aires. Nach erfolgreichem Abschluss begann er – unter dem Pseudonym „Abel Stewart Escalda“ – für die Zeitschrift El Fígaro zu schreiben.
Politisch interessiert, war Laferrère ab dieser Zeit auch politisch tätig. Unterstützt durch seinen Freund, José María Miró (1867–1896), wurde er Mitglied der Partido Autonomista Nacional (PAN) und 1891 wählte man ihn zum Bürgermeister von Morón (Provinz Buenos Aires).

## Rezeption
Laferrère gilt – neben seinem Landsmann Roberto Payró und Florencio Sánchez (Uruguay) – als einer der wichtigsten Autoren des Rioplatenser Theaters. Seine Komödien wurden und werden immer noch mit Erfolg gespielt.
Laferrères Werk besteht größtenteils aus satirischen Sittenkomödien. Seine Tragikomödien war weniger Erfolg beschieden; sein Bajo la garra wurde vom Publikum wie auch von der Kritik sehr kontrovers diskutiert. In diesem Stück hatte Laferrère versucht, gesellschaftskritisch der Gesellschaft einen Spiegel vorzuhalten.
Daneben verfasste Laferrère auch einige Erzählungen, die in Zeitschriften wie Caras y Caretas erschienen sind. Sein einziger Roman Andrea sollte von der Zensur verboten werden und blieb deshalb unveröffentlicht.

## Ehrungen
Die Ortschaft Gregorio de Laferrère wurde ihm zu Ehren benannt.

## Werke (Auswahl)
Einzelausgaben
- Jettatore. 1904.
- Locos de verano. 1905.
- Bajo la garra. 1906.
- Las de Barranco. 1908.
- Los invisibles. 1911.

Werkausgabe
- Obras escogidas. Buenos Aires 1943.